# Das Ende (Iwan Bunin)

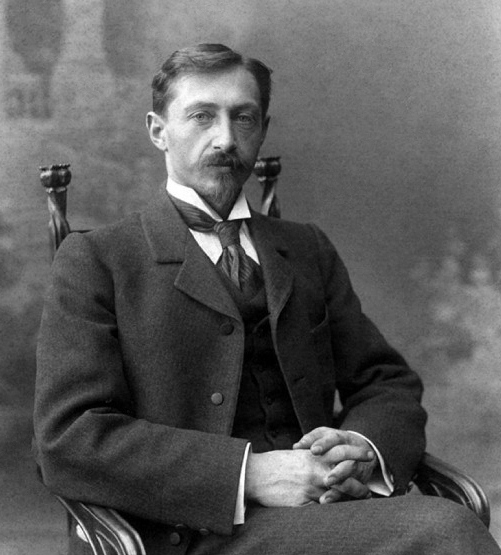
Iwan Bunin im Jahr 1901 auf einem Foto von Maxim Dmitrijew

Das Ende (russisch Конец, Konez) ist eine Kurzgeschichte des russischen Nobelpreisträgers für Literatur Iwan Bunin, die 1921 in Paris entstand und am 12. März 1923 in der Nr. 6 der Zeitung Sweno ebendort erschien. Der Text kann als ein Stück Autobiographie gelesen werden. Bunin emigrierte 1920 von Odessa aus auf dem Seeweg nach Frankreich.
An einem nasskalten Wintertag ziehen sich die Verteidiger aus der Stadt zurück und der Ich-Erzähler nimmt „in letzter Sekunde“ die überfrachtete Patras, einen betagten Dampfer unter französischer Flagge. Die Fahrt in die Winternacht führt übers Schwarze Meer entlang der stürmischen bulgarischen Küste zunächst in Richtung Konstantinopel.
An Deck stehen ungeduldige russische Flüchtlinge an der Toilette Schlange. Andere Passagiere stehen nach einem Becher Gratis-Rotwein an. Zwar gehört der Erzähler zu den privilegierten Passagieren an Bord – immerhin bewohnt er eine eigene Kajüte, doch die Schieflage des Schiffes bei zunehmender Sturmstärke muss er wie alle anderen durchstehen. So bekennt er in der Sturmnacht, „mit Russland hat es“ für ihn „ein Ende“ und stellt sich die Frage des von der Revolution Überrollten: „Wie war es nur möglich, daß ich das nicht eher … begriffen habe?“

## Deutschsprachige Ausgaben
Verwendete Ausgabe
- Das Ende. Deutsch von Ilse Tschörtner. S. 27–37 in: Karlheinz Kasper (Hrsg.): Iwan Bunin: Dunkle Alleen. Erzählungen 1920–1953. 580 Seiten. Aufbau-Verlag, Berlin 1985[4]